# Mesoproctus rayoli
Mesoproctus rayoli — викопний вид павукоподібних з ряду теліфонів (Thelyphonida). Цей вид був виявлений у формації Крато в штаті Сеара в Бразилії. Він датується нижньою крейдою (аптський ярус) між ≃121,4 та ≃113,0 млн років. Описаний у 2024 році.

## Назва
Видовий епітет rayoli дано на честь Рафаеля Рібейро Райола (порт. Rafael Ribeiro Rayol), бразильського федерального прокурора, який разом із федеральною поліцією Бразилії допомагав у вилученні матеріалів під час «Операції Santana Raptor» (спецоперація 2017—2020 років, за якою вдалося повернути численні скам'янілості, які незаконно вивезені з Бразилії та продавалися на міжнародних аукціонах).

## Опис
Довжина тіла, включаючи пігідій, близько 66 мм; apophysis pedipalpa coxae з одним кінцевим зубцем, одним додатковим зубцем на внутрішньому краї, зовнішній край апофіза зазубрений проксимально; опістосома чітко овальної форми; ніжка IV значно довша за опістосому.